# Georgiana Molloy
Georgiana Molloy, född Kennedy, 1805 i Carlisle, Cumberland, England, död 1843 på Fair Lawn i Busselton, South West, Västaustralien var amatörbotanist som samlade ett omfattande antal växter och frön från området kring Augusta. Växten Boronia molloyae har fått sitt artepitet efter henne.
Enligt tidens sed för sin samhällsklass, fick Molloy religiös uppfostran samt lära sig trädgårdsskötsel och hur man pressade växter för privat samling. I tjugoårsåldern vistades hon en tid hos vänner i Cardross väster om Glasgow i Skottland där hon ytterligare fördjupade sina kunskaper i trädgårdsskötsel. Hon gifte sig med kaptenen John Molloy i augusti 1829 och i oktober emigrerade de tillsammans med tjänstefolk till Västaustralien. Man anlände till Swan River Colony, nära nuvarande Perth men då det inte fanns mark tillgänglig drog man efter några veckor ner mot sydväst, där staden Augusta grundades, med kapten Molloy som en av dess första ledare.
Maken var under långa tider bortrest och Molloy började samla växter som växte i omgivningen. År 1836 ombads hon av amatörbotanisten James Mangles samla inhemska växter och frön som skulle sändas till honom i England. I och med förfrågan började hon från att ha ägnat sig åt trädgårdsskötsel att passionerat samla och sända växtmaterial till Mangles. Till sin hjälp hade hon aboriginkvinnor som hade kunskaper om den lokala floran. Herbariematerialet som översändes var mycket skickligt preparerat och monterat samt åtföljt av utförliga och precisa beskrivningar. Herbariematerialet och insamlade frön förpackades omsorgsfull så att de klarade båtresan till England utan skador och fröna hade ovanligt hög grobarhet, så att flera arter kunde vetenskapligt beskrivas.
Molloy hade svåra graviditeter och förlossningar som tärde på henne rent fysiskt och efter sin sjunde förlossning återhämtade hon sig inte utan dog ett par månader senare. Huvuddelen av hennes efterlämnade korrespondens förvaras vid State Records Office of Western Australia och herbariematerial finns vid bland andra Kew Royal Botanic Gardens Herbarium och Cambridge University Herbarium.